# Cloniophorus glabripennis
Cloniophorus glabripennis là một loài bọ cánh cứng trong họ Cerambycidae.